# USS Borie (DD-215)
USS Borie (DD-215) là một tàu khu trục lớp Clemson được Hải quân Hoa Kỳ chế tạo vào cuối Chiến tranh Thế giới thứ nhất, và là chiếc tàu chiến đầu tiên của Hải quân Hoa Kỳ được đặt tên theo Bộ trưởng Hải quân Adolph E. Borie. Nó từng hoạt động tại Hắc Hải, Viễn Đông và vùng biển Caribe giữa hai cuộc thế chiến; đã tiếp tục phục vụ trong Chiến tranh Thế giới thứ Hai. Borie đã tham gia Trận Đại Tây Dương, chiến dịch kéo dài bảo vệ tàu bè Đồng Minh khỏi các tàu ngầm U-boat Đức, từng được tặng danh hiệu Đơn vị Tuyên dương Tổng thống khi hoạt động cùng Đội đặc nhiệm 21.14, một đơn vị tìm-diệt chống tàu ngầm, và đã hoạt động nổi bật trong trận chiến cuối cùng đối đầu chiếc tàu ngầm U-405, nhưng cũng chịu hư hại nặng do trận cận chiến với đối phương và buộc phải đánh đắm vào tháng 11 năm 1943.

## Thiết kế và chế tạo
Borie được đặt lườn vào ngày 30 tháng 4 năm 1919 tại xưởng tàu của hãng William Cramp and Sons ở Philadelphia. Nó được hạ thủy vào ngày 4 tháng 10 năm 1919, được đỡ đầu bởi cô Patty Borie, cháu của Bộ trưởng Borie; và được đưa ra hoạt động vào ngày 24 tháng 3 năm 1920 dưới quyền chỉ huy của Hạm trưởng, Thiếu tá Hải quân E. F. Clement.
Như một tàu khu trục sàn phẳng tiêu biểu, Borie được trang bị bốn khẩu pháo 4 in (100 mm)/50 caliber, một khẩu pháo 3 in (76 mm)/23 caliber phòng không, sáu súng máy.30-caliber (7,62 mm) và mười hai ống phóng ngư lôi 21 in (530 mm) trên bốn bệ ba nòng, gồm hai bệ mỗi bên mạn. Nó cũng được trang bị mìn sâu và sonar để chống tàu ngầm. Tốc độ tối đa mà nó đạt được là 35 kn (65 km/h).

## Lịch sử hoạt động
Vào tháng 4 năm 1920, Borie gia nhập Lực lượng Hải quân Hoa Kỳ tại vùng biển Thổ Nhĩ Kỳ để phục vụ tại Hắc Hải. Qua năm sau, nó được điều về Đội khu trục 38 trực thuộc Hạm đội Á Châu, và trong bốn năm tiếp theo, nó luân phiên hoạt động tại khu vực quần đảo Philippine trong mùa Đông và tại Yên Đài và Thượng Hải, Trung Quốc vào mùa Hè. Sau đó nó quay trở về nhà, và hoạt động tuần tra tại vùng biển Caribe cho đến mùa Xuân năm 1927, khi nó thực hiện một chuyến đi sang Châu Âu. Chiếc tàu khu trục ở lại cùng Hạm đội Đại Tây Dương cho đến năm 1929, khi nó lại bắt đầu một lượt phục vụ kéo dài ba năm cùng Hạm đội Á Châu.
Sau khi được cải biến thành một soái hạm khu trục tại San Diego, California trong những năm 1932-1933, Borie gia nhập Hải đội Khu trục 2 trực thuộc Lực lượng Chiến trận. Nó tiếp tục ở lại khu vực Thái Bình Dương trong vai trò một tàu khu trục thông thường cho đến cuối năm 1939, khi nó được lệnh băng qua kênh đào Panama để tham gia nhiệm vụ Tuần tra Trung lập. Khi xung đột nổ ra giữa Hoa Kỳ và các nước thuộc phe Trục, nó thoạt tiên phục vụ cùng Lực lượng Tuần tra gần bờ thuộc Quân khu Hải quân 15 tại vùng kênh đào Panama. Đến tháng 12 năm 1941, nhằm đối phó lại nguy cơ tấn công của tàu ngầm U-boat ngày càng gia tăng tại vùng biển Caribe, nó thay phiên cho chiếc Goff trong vai trò soái hạm của Đội khu trục 67, vốn còn bao gồm các tàu khu trục USS Tattnall (DD-125) và USS Barry (DD-248). Vào ngày 15 tháng 6 năm 1942, nó cứu vớt những người sống sót từ chiếc USAT Merrimac vốn bị đắm do trúng ngư lôi đối phương.
Sau khi quay về Philadelphia vào tháng 11 năm 1942, Borie đi đến New Orleans để đại tu rồi được điều đến khu vực biển Caribe. Trong đợt đại tu, nó được trang bị một dàn radar dò tìm mặt biển, đồng thời bốn trong số các khẩu súng máy.30-caliber (7,62 mm) được tháo dỡ thay thế bằng hai khẩu pháo Oerlikon 20 mm phòng không. Trong ba tháng kể từ tháng 2 năm 1943, Borie, Barry và Goff được điều về Đơn vị Hộ tống 23.2.4 cùng các pháo hạm Courage và Tenacity cùng các tàu tuần tra PC-575 và PC-592, và đã hoạt động giữa Trinidad và Recife, Brazil cùng với Hạm đội Nam Đại Tây Dương (sau này là Đệ Tứ hạm đội) dưới quyền Đô đốc Jonas Ingram. Đơn vị này tháp tùng các đoàn tàu vận tải đi từ Trinidad đến Recife, nơi nó được các đơn vị Hải quân Brazil thay phiên cho đoạn hành trình tiếp tục đi đến Bahia.
Quay về Norfolk vào tháng 5, ba chiếc tàu khu trục hộ tống cho Đoàn tàu UGS-13 đi Casablanca, Maroc, và khi quay trở về được điều động về Đội đặc nhiệm 21.14 để bảo vệ cho tàu sân bay hộ tống Card dưới quyền chỉ huy của Hạm trưởng, Đại tá Hải quân Arnold J. Isbell. Vào ngày 26 tháng 6 năm 1943, dưới quyền chỉ huy của Thiếu tá Hải quân Charles H. Hutchins, lúc đó là vị chỉ huy tàu khu trục trẻ nhất của Hải quân Mỹ, Borie rời vùng biển Caribe, và đến ngày 30 tháng 7 đã tiến ra Đại Tây Dương như một đơn vị của đội tìm-diệt tàu ngầm hình thành chung quanh Card. Nó hoàn tất ba chuyến đi tuần tra cùng với đội của Card, hỗ trợ các tàu chị em trong việc theo đuổi và đánh chìm các tàu ngầm U-boat Đức. Danh hiệu Đơn vị Tuyên dương Tổng thống đã được trao tặng cho Đội đặc nhiệm 21.14 do thành tích trong đợt tuần tra này.
Vào cuối tháng 10 năm 1943, Đội đặc nhiệm 21.14 ra khơi cho chuyến tuần tra thứ tư, do có một báo cáo về cuộc tập trung tàu ngầm U-boat để tiếp nhiên liệu từ một tàu ngầm chở dầu Kiểu XIV Milchkuhe (Bò sữa). Tin tức tình báo có được này là nhờ kỹ thuật định vị bằng máy dò sóng vô tuyến cao tần (HFDF) biệt danh "huff-duff". Borie bắt được tín hiệu radar của tàu ngầm U-256 lúc 19 giờ 43 phút ngày 31 tháng 10, và bắt đầu tiếp cận. Chiếc tàu ngầm lập tức lặn xuống; nhưng hai đợt tấn công bằng mìn sâu đã buộc nó phải nổi lên, nhưng nó lại lặn xuống; và sau đợt tấn công mìn sâu thứ ba, một vệt dầu loang lớn nổi lên mặt biển. Hutchins tin rằng mục tiêu đã bị đánh chìm, và báo tin chiến thắng cho soái hạm Card của đội đặc nhiệm, nhưng thực ra U-256 đã cố lết quay trở về được căn cứ cho dù bị hư hại nặng.

### Trận chiến vớiU-405
Borie sau đó bắt được một tín hiệu radar tàu ngầm khác cách vị trí ban đầu 26 mi (42 km) lúc 01 giờ 53 phút ngày 1 tháng 11 ở khoảng cách 8.000 yd (7,3 km), và lại tiếp cận mục tiêu. Ở khoảng cách 2.800 yd (2,6 km), tín hiệu radar bị mất, nhưng sonar dò thấy tàu ngầm đối phương hầu như cùng lúc đó. Borie lúc này đối đầu với chiếc U-405, một tàu ngầm U-boat Kiểu VIIC, ở tọa độ 49°00′B 31°14′T / 49°B 31,233°T. Thời tiết lúc này không thuận lợi, sóng cao 15 ft (4,6 m), gió mạnh và tầm nhìn kém. Chiếc tàu khu trục thoạt tiên tấn công bằng mìn sâu, sau đó chiếc tàu ngầm nổi lên (hoặc bị buộc phải nổi lên) mặt nước. Borie sau đó tấn công bằng pháo 4 inch (102 mm) và 20 mm ở khoảng cách 400 yd (370 m).
Các khẩu súng máy của chiếc tàu ngầm bắn trúng phòng động cơ phía trước và nhiều phát tản lạc vô hại gần cầu tàu, trong khi các thành viên khẩu đội pháo 88 mm (3,5 in) cố gắng xoay và nhắm phát đầu tiên vào mực nước của chiếc tàu khu trục; nhưng hỏa lực 20 mm của Borie đã tiêu diệt từng thành viên nhô ra khỏi nơi ẩn nấp để đến bên khẩu pháo, và một loạt ba phát đạn pháo 4 in (100 mm) đã thổi tung khẩu pháo của chiếc tàu ngầm trước khi nó kịp bắn phát nào. Sau đó Borie tiếp cận để tìm cách húc chiếc U-405, nhưng vào đúng giây phút cuối cùng chiếc tàu ngầm bẻ lái gấp sang mạn trái và một cơn sóng lớn đã nhấc chiếc tàu khu trục chồm lên bên trên sàn trước của chiếc tàu ngầm. Sau cú húc, Borie nằm cao ở giữa bên trên U-405, và cho đến khi chúng tách rời, hai bên đã bắn lẫn nhau bằng hỏa lực nhẹ. Đây là một trận chiến độc đáo không giống như những trận hải chiến hiện đại, nó được quyết định bởi việc húc nhau và bắn nhau bằng hỏa lực nhẹ ở tầm rất gần. Đèn pha 24 inch của Borie giữ cho chiếc tàu ngầm bị chiếu sáng trong suốt trận chiến, ngoại trừ một lúc ngắn khi nó được tắt đi vì những lý do chiến thuật.
Hai con tàu thoạt tiên hầu như nằm vuông góc với nhau; và khi trận chiến tiếp diễn, tác động của sóng cùng nỗ lực của cả hai phía thủy thủ đoàn nhằm tách ra khỏi tàu đối phương khiến hai con tàu bị khóa vào nhau theo hình chữ "V" trong một trận chiến kéo dài, với chiếc U-boat nằm dọc theo mạn trái của Borie chỉ một góc 25–30° từ hướng song song. Tác động của sóng biển làm nứt những mối nối lườn tàu phía trước của chiếc tàu khu trục và làm ngập nước phòng động cơ phía trước. Lườn chiếc tàu ngầm được làm bằng thép dày hơn, và mạn tàu chắc chắn hơn để chống đỡ khi lặn sâu, khiến nó chịu đựng áp lực tốt hơn. Hutchins sau này báo cáo: "Chúng tôi rất ấn tượng về độ chắc chắn và bền bỉ của những con tàu này." 
Trong một cuộc đối đầu thông thường, khả năng vượt trội về vũ khí, tốc độ và độ nổi dự trữ của một tàu khu trục mang tính quyết định. Nhưng trong trường hợp bất thường này, nó không thể hạ các khẩu pháo 4 inch và 3 inch đủ thấp để bắn trúng chiếc tàu ngầm; trong khi mọi khẩu súng máy của chiếc tàu ngầm đều được sử dụng. Một hay hai khẩu đội 4 inch đã tìm cách khai hỏa, nhưng đạn pháo lướt một cách vô hại bên trên mục tiêu. Dù sao, thủy thủ đoàn của Borie cũng có một số lượng giới hạn vũ khí nhẹ, còn các khẩu súng Đức trên sàn tàu hoàn toàn mở và không được bảo vệ. Hạm phó của Borie từng trình bày một hoàn cảnh hầu như tương tự trong khi thực tập vào ngày 27 tháng 10, mô phỏng lý thuyết một cú húc bởi tàu ngầm U-boat vào mạn trái, và kết quả là sau cú húc, mọi thành viên của Borie lập tức bước vào chiến đấu mà không cần đợi mệnh lệnh.
Trong trận chiến kéo dài và căng thẳng tiếp theo sau,  hàng tá thủy thủ Đức bị giết trong những nỗ lực tuyệt vọng nhằm giữ các khẩu súng máy hoạt động. Khi mỗi người rời cửa chạy về phía các khẩu súng, họ bị đèn pha của Borie chiếu sáng và bị đón chào bởi một rừng hỏa lực. Thủy thủ đoàn hùng hậu của Borie đối đầu với đối phương bằng bất kỳ vũ khí sẵn có: súng máy Tommy, súng trường, súng ngắn, shotgun để chống bạo loạn, và ngay cả một khẩu pháo sáng Very. Hạm phó của Borie cùng một nhân viên điện đài đã bắn rất hiệu quả từ cầu tàu với súng Tommy trong suốt cuộc chiến. Một thủy thủ Đức bị bắn trúng ngực bởi pháo sáng Very. Một khẩu pháo Oerlikon 20 mm cũng tiếp túc bắn với hiệu quả hủy diệt.

## Phần thưởng
Borie được tặng thưởng ba Ngôi sao Chiến trận do thành tích phục vụ trong Chiến tranh Thế giới thứ hai, cùng danh hiệu Đơn vị Tuyên dương Tổng thống khi hoạt động cùng Đội đặc nhiệm 21.14. Hạm trưởng của Borie, Thiếu tá Hải quân Charles H. Hutchins, được tặng thưởng huân chương Chữ thập Hải quân trong một buổi lễ bên trên tàu sân bay hộ tống Card, do Tổng tư lệnh Hạm đội Đại Tây Dương, Đô đốc Royal E. Ingersoll, trao tặng.
Một chiếc tàu khu trục Borie thứ hai thuộc lớp Allen M. Sumner được hạ thủy ngày 4 tháng 7 năm 1944 và nhập biên chế ngày 21 tháng 9 năm 1944, đã phục vụ nổi bật trong trận Iwo Jima và trận Okinawa trước khi bị một máy bay tấn công cảm tử kamikaze đánh trúng ngoài khơi Nhật Bản ngày 9 tháng 8 năm 1945, là một trong những tàu khu trục cuối cùng bị hư hại trong Thế Chiến II.